# サイエンス・ゴーゴー (アルバム)
『サイエンス・ゴーゴー』は、幹てつやのコンピレーション・アルバム。2003年9月26日発売。

## 概要
- NHK教育テレビの小学5年生向けの理科番組『サイエンス・ゴーゴー』で放送された楽曲を、カラオケ付きで収録。
- 当番組レギュラー出演者の幹てつやは、歌唱のほかに作詞・作曲も手掛けた。

## 収録曲
- 1.みっきー&キー坊のテーマソング
- 2.発芽のうた
- 3.ぼくのサイン 〜光のシャワー〜
- 4.太陽のうた 〜サンサン・サンバ〜
- 5.雲のうた 〜空を見上げよう〜
- 6.はじめのはじめ
- 7.へそのおロックンロール
- 8.花粉のうた
- 9.台風のうた
- 10.流れる水 〜水の流れ〜
- 11.石の旅
- 12.水のうた 〜水と僕たち〜
- 13.つりあうかな?
- 14.てこの歌
- 15.とけてルンバ
- 16.けっしょうの歌
- 17.冬の風
- 18.きみはどっち? 〜どうしたらいいの?〜
- 19.ふりこの歌
- 20.ぶつけてとばせ!
- 21.アカウミガメをおもう歌 〜アカウミガメがやってくる〜
- 22.バイニュ〜!

カラオケ
- 23.発芽のうた
- 24.ぼくのサイン 〜光のシャワー〜
- 25.太陽のうた 〜サンサン・サンバ〜
- 26.雲のうた 〜空を見上げよう〜
- 27.はじめのはじめ
- 28.へそのおロックンロール
- 29.花粉のうた
- 30.台風のうた
- 31.流れる水 〜水の流れ〜
- 32.石の旅
- 33.水のうた 〜水と僕たち〜
- 34.つりあうかな?
- 35.てこの歌
- 36.とけてルンバ
- 37.けっしょうの歌
- 38.冬の風
- 39.きみはどっち? 〜どうしたらいいの?〜
- 40.ふりこの歌
- 41.ぶつけてとばせ!
- 42.アカウミガメをおもう歌 〜アカウミガメがやってくる〜